# 강우진
이기언(1977년 1월 26일 ~ )은 예명 강우진으로 잘 알려진 대한민국의 가수이자 음악 프로듀서이다.

## 학력
- 서현고등학교
- 신구대학 물리치료과

## 음반 목록
정규 음반
- Always (2001.12.11)

비정규 음반
- …해서 (EP) (2010.11.26)
- 사랑에 살아 (2014.09.04)
- 사랑보다 사랑해 (2014.10.3)
- Dear. Love (2015.11.23)
- MISSING U (2016.03.10)
- Still My Love

참여곡 및 방송활동
- 대망(大望) OST '비망' (2002.12)
- A3 (마법같은 사랑) OST 정규 앨범 '마지막 선택' (2003.01.03)
- 천국의 계단 OST 정규 앨범 '레떼' (2003.12.24)
- 섬마을 선생님 OST (SBS 드라마 스페셜) '비상' (2004.06.25)
- 아내의 유혹 OST '끝까지' (2009.02.03)
- 불후의 명곡 - 전설을 노래하다 (밀리언셀러 특집 2편) '사랑했어요' (2014.09.06)
- 슈가맨 2 - 'Love'  슈가송 선정(2018.04.29)